# Nelson Lakes Nemzeti Park
A Nelson Lakes Nemzeti Park Új-Zéland Déli-szigetén található. 1956-ban alapították; mintegy 1020 négyzetkilométeren terül el. Két nagy tó, a Rotoiti és a Rotoroa körül található. A park magában foglal több környező völgyet (beleértve a Travers; a Sabine; és a Matakitaki felső folyásánál, a D'Urville folyókat) és hegyvidéket (Saint Arnaud tartomány, Mount Robert). A park népszerű kempingövezet, de kedvelt hely a horgászok és túrázók körében is. A parkot a Természetvédelmi Minisztérium Department of Conservation igazgatja. Látogatóközpont is működik Saint Arnaud-ban, itt naprakész és megbízható információkat lehet kapni a Nemzeti Park minden aspektusáról.

## Megközelítés
A Nelson Lakes Nemzeti Park fő megközelítési helye a Rotoiti-tónál és Saint Arnaud falunál található, a Highway 63-on egyaránt mintegy 100 km-re Nelsontól és Blenheimtől. A másik fontosabb hozzáférési pont a Rotoroa-tónál van; a Highway 6-ről Gowanbridge-nél lefordulva. St Arnaud, Nelson, Blenheim és Picton között ingajáratok működnek.

## Tevékenységek
A fő kempinghelyek a Rotoiti-tó partján vannak, valamint van egy kisebb is a Rotoroa-tónál.
Az egész parkot behálózzák a túraútvonalak. Az útvonalak a rövid Rotoiti és Rotoroa-tó körüli sétáktól kezdve, egészen a több napos, lakatlan területen átvezető túrákig terjednek. Az egész napos túrák közé tartozik a Lake Rotoiti Túra, a St. Arnaud Range és a Mt. Robert. A legnépszerűbb hosszú távú túraútvonalak a Travers-Sabine Túra és a Lake Angelus Túra.
A Mt. Robert hegyi sípálya már nem működik. A Rainbow Ski Area a St. Arnaud vidék keleti oldalán, a parkon kívül található.
Az egyéb tevékenységek közé tartozik a hegymászás, a csónakázás, a horgászat, és a hegyi kerékpározás.

## Rotoiti sziget
A Rotoiti tó 825 hektáros, hasonnevű szigetét bükkös borítja. A projekt a behurcolt kártevők — a hermelin, az oposszum, a darazsak és a rágcsálók — kiirtásával próbálja helyreállítani az erdők őshonos élővilágát.

## Fordítás
- Ez a szócikk részben vagy egészben  a   Nelson Lakes National Park című angol Wikipédia-szócikk fordításán alapul.  Az eredeti cikk szerkesztőit annak laptörténete sorolja fel. Ez a jelzés csupán a megfogalmazás eredetét és a szerzői jogokat jelzi, nem szolgál a cikkben szereplő információk forrásmegjelöléseként.